# Tallmurargeting
Tallmurargeting (Ancistrocerus ichneumonideus) är en stekelart som först beskrevs av Ratz. 1844. Enligt Catalogue of Life ingår tallmurargeting i släktet murargetingar och familjen Eumenidae, men enligt Dyntaxa är tillhörigheten istället släktet murargetingar och familjen getingar. Arten är reproducerande i Sverige. Utöver nominatformen finns också underarten A. i. kaszabi.